# Discontinuité de Gutenberg
Pour les articles homonymes, voir CMB.

Structure interne de la Terre :
1. Croûte continentale
2. Croûte océanique
3. Manteau supérieur (ou Asthénosphère)
4. Manteau inférieur (ou Mésosphère)
5. Noyau externe
6. Noyau interne (ou graine)
A. Discontinuité de Mohorovičić
B. Discontinuité de Gutenberg
C.

La discontinuité de Gutenberg ou limite noyau-manteau (en anglais, core-mantle boundary ou CMB) est une discontinuité dans la vitesse sismique qui délimite le noyau et le manteau. Elle se situe à environ 2 900 km de profondeur.
Nommée d'après le sismologue Beno Gutenberg, elle est aussi parfois appelée « interface noyau-manteau » ou CMB (anglais core-mantle boundary).
Au niveau de cette discontinuité, le rapport pression/température permet la fusion des roches du manteau, grâce notamment à la cristallisation du noyau de fer liquide. Selon le géophysicien William Jason Morgan, cette instabilité de la matière chaude provoque sous l'effet de la poussée d'Archimède la formation d'un diapir mantellique qui remonte sous la forme d'un panache à l'origine des points chauds.
L'« interface lithosphère-asthénosphère » ou LAB (anglais lithosphere-asthenosphere boundary) a également reçu le nom de discontinuité de Gutenberg. Observée uniquement entre 35 et 120 km de profondeur sous les océans, elle serait composée de magma bloqué sous la lithosphère (résultant de la décompression de minéraux lors de leur remontée dans l’asthénosphère ou de la remontée d’un diapir mantellique.
À la base du manteau l'analyse des données sismologiques indique qu'il existe une couche fortement hétérogène et peu épaisse, la couche D″. En 1993, L. Czechowski explique ces hétérogénéités comme correspondant à différents matériaux flottant sur le noyau liquide. Ils se déplacent et peuvent être à l'origine des points chauds et d'un type de convection du manteau. Des études ultérieures ont confirmé cette hypothèse.